# Svartálfheim
Svartálfheim je v severské mytologii podzemní říše temných álfů a trpaslíků. Je jedním z devíti světů Yggdrasilu. Představuje opak Ljósálfheimu, obývají jej bytosti, které se vyznačují vlastnostmi jako proradnost, závist, lakomost a chtivost – ale také vysoká umělecká zručnost. Vládne zde Dain.